# Vallhund

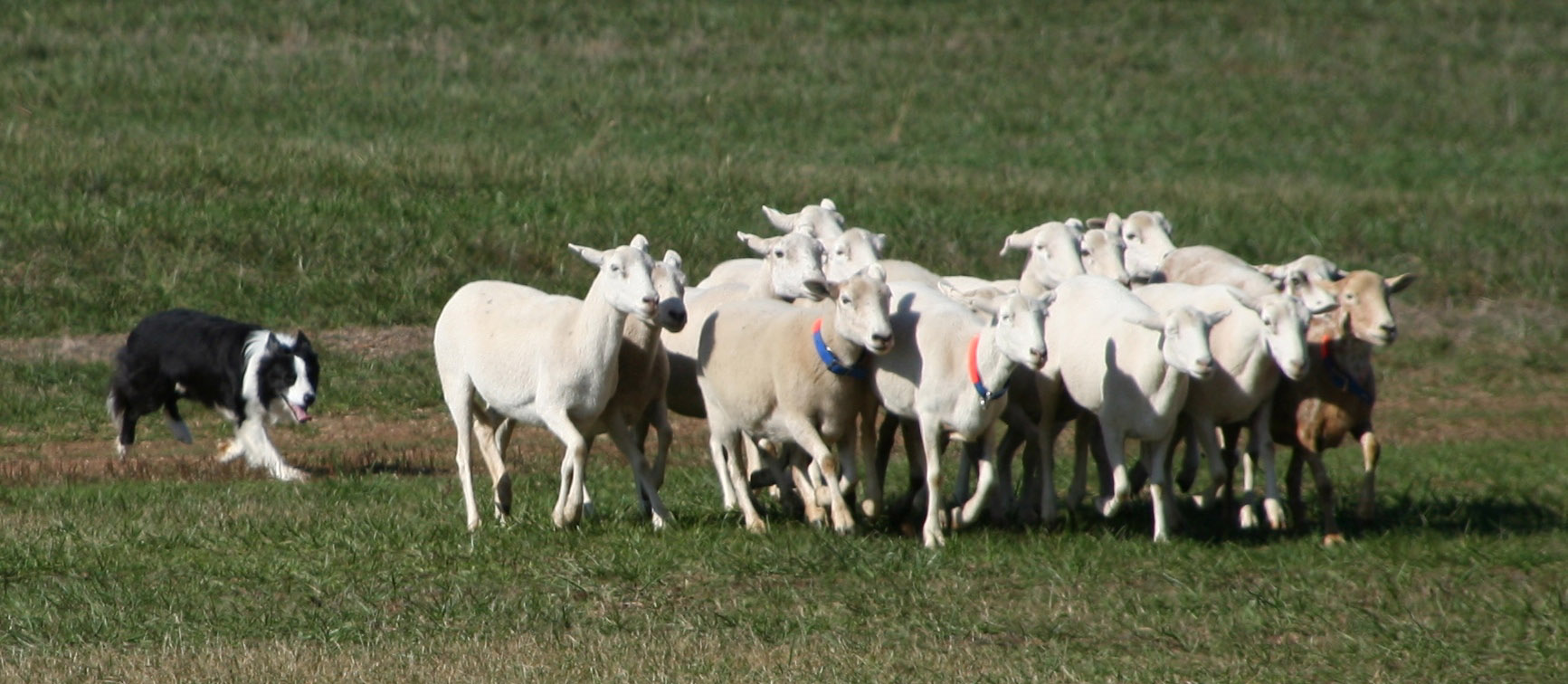
En border collie under vallhundsprov.

Vallhund kallas en hund som används vid vallning av olika kreatur. 
Att valla innebär att låta djur beta under uppsikt i icke inhägnade områden. Många gånger en anlagd betesvall, men kan lika gärna försiggå i skog under torra somrar. Förmodligen har man tidigare också använt ordet driva för samma sak. Tidigt började människan avla hundtyper, vallhundar, som var bättre lämpade att hjälpa till med detta än andra hundar. 

## Herdehundar och vallhundar
Ett behov, fram tills vargen till stor del utrotades i Nordeuropa, var att ha snabba, små hundar som var bra att hålla ordning på fåren, och samtidigt en större hund, kraftigare och aggressivare typ som skulle avskräcka vargen från att försöka attackera fåren. I en del fall höll man två hundar, en mindre lättare vallhund och en större boskapsvaktare. Ur detta utvecklades en blandning, en halvstor vakthundstyp som också kan driva får, vilken benämns herdehund, vars funktion sannolikt också sammanföll med gårdvarens, det vill säga att skydda och vakta gården mot inkräktare nattetid.
Denna herdehund, tillsammans med vargens utdöende, lämnade utrymme för framtagande av en högspecialiserad lättare typ, som var helt inställd på vallning och saknade herdehundens aggressivitet. Vallhunden kunde nu bli ett instrument för finslipande av vissa funktioner som avskiljning av djur och annat.

## Raser idag
Border collien är den ras som med sitt s.k. "eye" och sin karaktäristiskt vida arbetsstil, som många tänker på när de hör ordet 'vallhund' idag. Det är den numerärt största av de arbetande vallhundarna men inte allenarådande. I rasens ursprungsland, Storbritannien, finns flera lokala varianter som där av gemene man istället kallas Working Collie eller helt enkelt bara collie. Det vi kallar collie går istället under hela rasnamnet: Rough Collie.
I kategorin Working Collie ingår lokala rariteter såsom Welsh Bob Tails, Welsh Sheepdogs etc som överallt annars i världen skulle kallas just border collie men som i egentlig mening inte är det. Troligen har dessa lokala varianter samma ursprung som dagens border collie, liksom även australian kelpie, australian cattle dog, australian shepherd och English Shepherd.
Berger des pyrénées, pyreneisk vallhund, är en vallhundsras i franska delen av Pyrenéerna. Rasen finns i två varianter – långhårig och korthårig. Rasen är fortfarande rätt ovanlig utanför Frankrike. 
Australian stock dog (working kelpie) och australian cattle dog (Blue Heeler, Red Heeler)  är som namnen antyder hundraser från Australien. Australian shepherd är däremot en ras utvecklad i västra USA. Även English Shepherd är en amerikansk ras. 
Arbetande vallhundar som används vid boskapsskötsel runt om i världen är ofta inte homogent renrasiga. Runt om i världen finns fortfarande vallhundar av lokalt traditionell typ. Vissa av dessa prestationsavlade blandrashundar finns även i vallhundsvärlden, till exempel Hangin' Tree Cowdog.

## Duglighet som vallhund
När hundägare påstår att deras hundar uppvisar vallhundsanlag för att de cirkulerar kring en grupp människor under en promenad, visar de att de i mindre utsträckning studerat riktiga vallhundar i arbete. Dessa bryr sig mindre om människor, cirkulerar nödvändigtvis inte runt benen på folk, utan har en målmedveten koncentration på djur. 
Ett säkrare tecken på att hunden har vallningsanlag är om den visar stort intresse, gränsande till aggressivitet, för vallningsbara husdjur som får och nötkreatur. En vallhund är inte sällan helt ointresserad av vilt och katter, men måste tränas att behärska sig inför djuren som ska vallas. 
Många traditionella vallhundsraser har idag till stor del på grund av avel för hundutställningar och som sällskapshundar förlorat den riktiga vallhundsinstinkten.
Inte bara rasegenskaper och karaktär, utan även individuell intelligens spelar in för att en vallhund skall kunna bli till god hjälp. I en valpgrupp av border collie med meriterade föräldrar kan kanske en fjärdedel verkligen bli bra vallhundar. 

## Vallhundar i Sverige
I takt med att fårnäringen vuxit i Sverige har vallhundar blivit vanligare. Vallhundar används även för att valla nötkreatur. Vallhundsprov ordnas av Svenska Vallhundsklubben (SVaK), specialklubb för border collie.
Tidigare generationer minns kungens får på Gärdet, som vallades med hund.